# Just for One Day (film)
Pour les articles homonymes, voir Just for One Day.
 (octobre 2012).
Pour plus de détails, voir Fiche technique et Distribution.
Just for One Day est un film documentaire éthiopien réalisé en 2008.

## Synopsis
Portrait d’une mère célibataire qui essaie de gagner sa vie et celle de sa fille dans la périphérie d’Addis-Abeba.

## Fiche technique
- Réalisation : Yohannes Feleke
- Production : Render Picture
- Scénario : Yohannes Feleke
- Montage : Samuel Tesfaye
- Image : Samuel Tesfaye
- Son : Wendrar Girma
- Musique : Taddele Feleke

## Récompenses
- Ethiopian IFF 2009